# 斯德凡·夏邦尼耶
斯德凡·夏邦尼耶（法語：Stéphane Charbonnier，法語：[ʃaʁbɔnje]，1967年8月21日—2015年1月7日）， 法國諷刺漫畫家和記者，又以「夏伯（Charb，[ʃaʁb]）」的化名而為人熟知。於 1992 年進入《查理周刊》，以富有爭議性卻又令人深思的插圖和漫畫聞名，其插畫作品常刊載於不同新聞報紙中。2015年1月7日，夏邦尼耶在查理周刊總部槍擊案中身亡。

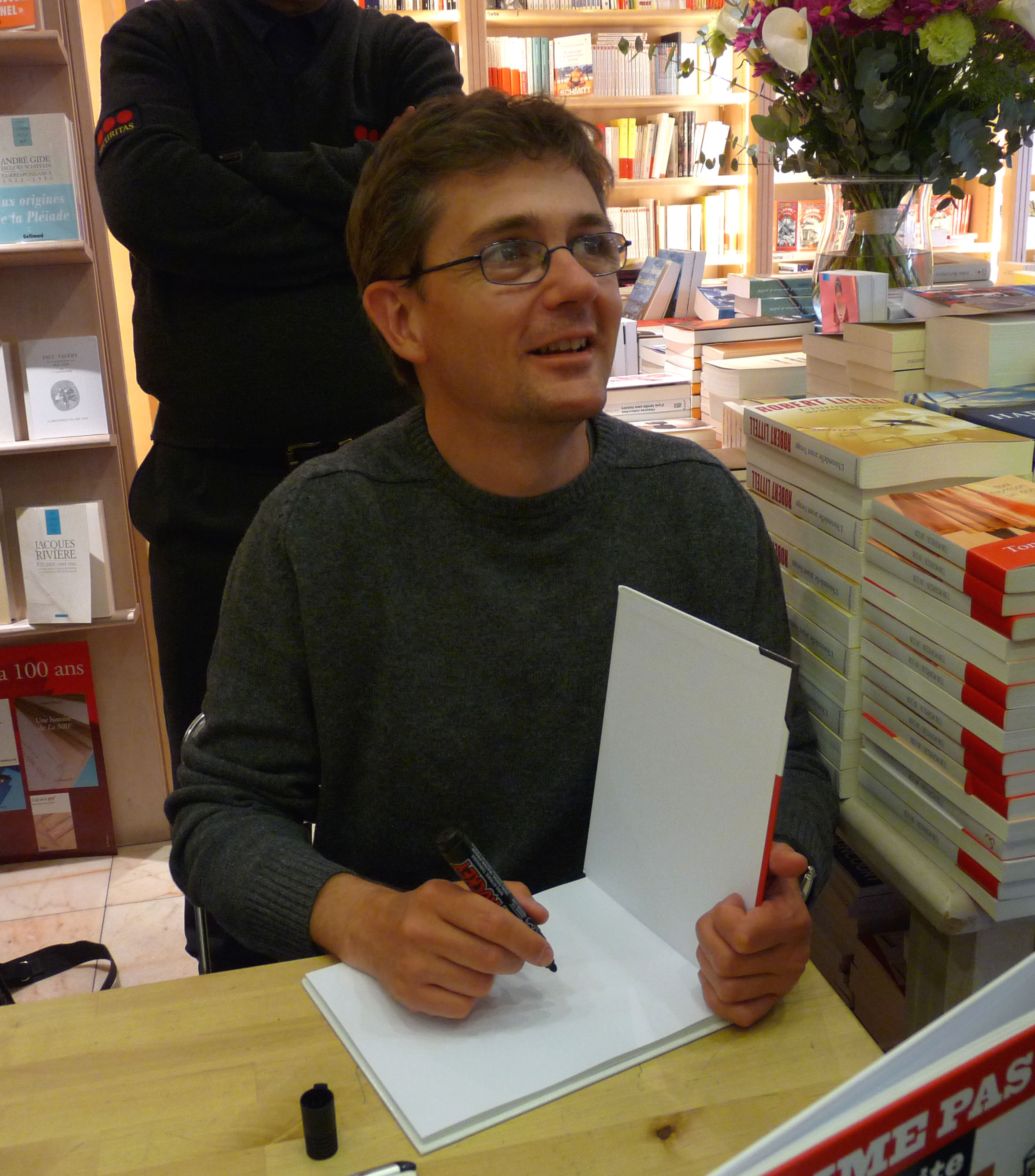
夏伯2009年在史特拉斯堡

## 生平

### 出生與求學
斯德凡·夏邦尼耶生於孔夫朗-聖奧諾里訥。其父親是法國電信電話郵報局（法國郵政與法國電信的前身）的一名技工，而母親是名秘書。兒時於蓬圖瓦茲的中學就讀，國中期間就在校刊裡出版其繪畫。隨後他進入畢沙羅高中就讀並於1987年取得法國高中會考 A2文憑。青少年時期，夏伯曾在《瓦茲河谷週報》實習、為聖烏昂洛莫納的藝術與實驗電影週報《烏托邦》畫插圖、也曾在《瓦茲河谷新聞（Les Nouvelles du Val-d'Oise）》月刊工作。他原本有修習可取得法國大專技術文憑的廣告相關課程，但為了全心投入繪畫而放棄該文憑。他也為法國的一份同人誌《酷暑（Canicule）》繪製圖畫與打零工維生。

### 政治漫畫事業
1991年，他加入了一份由讓-胥席·苟德佛華於波灣戰爭期間創立的諷刺周刊《巨砲》。隔年，他追隨促成《查理周刊》重新復刊的飛利浦·瓦與卡布，並以《夏伯不愛人類（Charb n'aime pas les gens）》為名在查理週刊創作每週專欄。夏伯的繪畫作品刊載於多種報紙與雜誌如《野蠻之聲》、《電視全覽》、《我的日常生活》和《人道報》（法國共產黨黨報）。他亦在月刊《流冰》 刊載〈偉大真主象徵查伯的伊斯蘭教令（La fatwa de l'Ayatollah Charb）〉的專欄。2007年起，他開始以常駐漫畫家的身份参加M6電視台馬克-奧利維·佛及主持的談話性節目《你讓大家睡不著》一直到2008年6月節目停播為止都是固定來賓。2009年，夏伯接續飛利浦·瓦的工作，成為《查理周刊》的總編輯，延續每週出版的慣例。他同時也是參與繪製2011年版《插圖小拉魯斯詞典》中的插畫家之一，該書於 2010年出版。

### 遭受炸彈攻擊與後續恐嚇
2011年11月2日，就在3日新一期要出刊前，《查理周刊》被投擲燃燒彈，因該期周刊以伊斯蘭先知穆罕默德做為“客座編輯”，並將雜誌標題臨時改為「沙里亞周刊（法語：Charia Hebdo）」，以非常嘲諷的手法戲謔了伊斯蘭先知。此後，夏伯和兩名同事得到警方的保護。
2012年，他於出版先知穆罕默德的漫畫後收到死亡威脅。夏伯此後開始在警察保護下生活。 夏伯曾表示「我不怕報復，我沒有妻小，無車無債，雖然這聽來有點浮誇，但我寧願理直氣壯的站著死去，也不要跪著苟活。」同年9月，一名在拉罗歇尔的男子因涉嫌在伊斯蘭好戰份子網站上號召對夏伯施以斬首被捕。
2013年，夏伯在挖苦穆罕默德那期後，阿拉伯半島的蓋達組織在線上雜誌《激發》中，將夏伯的名字列為反伊斯蘭罪的通緝名單，同樣在名單上的有拉斯·維爾克斯（Lars Vilks）以及三位丹麥日德蘭郵報職員庫爾特·韋斯特加德（《查理周刊》曾刊登他的漫畫）、卡斯滕·傑斯特（Carsten Juste）和弗萊明·羅斯（Flemming Rose）。
在查理周刊總部槍擊案當周，夏伯在該期周刊的插畫傳達令人毛骨悚然的先見之明，所繪插畫觀察到法國沒有任何恐怖攻擊，只有一個充滿諷刺意味的武裝聖戰士惡意地使用法國慣用語說：「等等...我們直到一月結束前，都可以實現我們的願望呢。」，出自法國傳統，新年問候都會持續到一月才結束。

### 個人生活
律師暨政治家珍妮特·博伽柏宣稱她與夏伯是男女朋友關係。但夏伯的親人不予承認。儘管他稱呼莫里斯·西歷特為其伯父，但這樣的稱呼在傳統上並不算友好，而且兩人並不存在親戚關係。博伽柏跟媒體說「我一直都知道他會跟特奥·梵高一樣下場。我也求他離開法國，但他不肯。」她說：「他不生小孩就是因為他明白終會死於非命......他堅持捍衛世俗主義，捍衛伏爾泰的精神。」、「我在愛上他以前就很敬重他，我也就愛這樣子的他，因為他勇敢。為捍衛理念，他已視生死於度外。」

### 去世
2015年1月7日，兩個槍手衝進《查理周刊》巴黎辦公室，點名槍殺夏伯和他的七個同事（包括四個漫畫師），途中還射殺了兩名警察及其他兩人，造成查理周刊總部槍擊案。其中一名被殺死的警察叫做弗蘭克·巴蘇拿奧（Franck Brinsolaro），原被指派為夏伯的保鏢。

## 風格
他的漫畫以辛辣且玩世不恭的風格著稱。漫畫代表作《莫里斯與帕達彭》，描述反資本主義的貓跟狗，尖酸刻薄且極其憤世嫉俗。

### 政治表態
夏伯是法國共產黨的長期支持者。在2009年歐洲議會選舉和2010年法國地方選舉時也曾表態支持左翼陣線。

## 出版作品

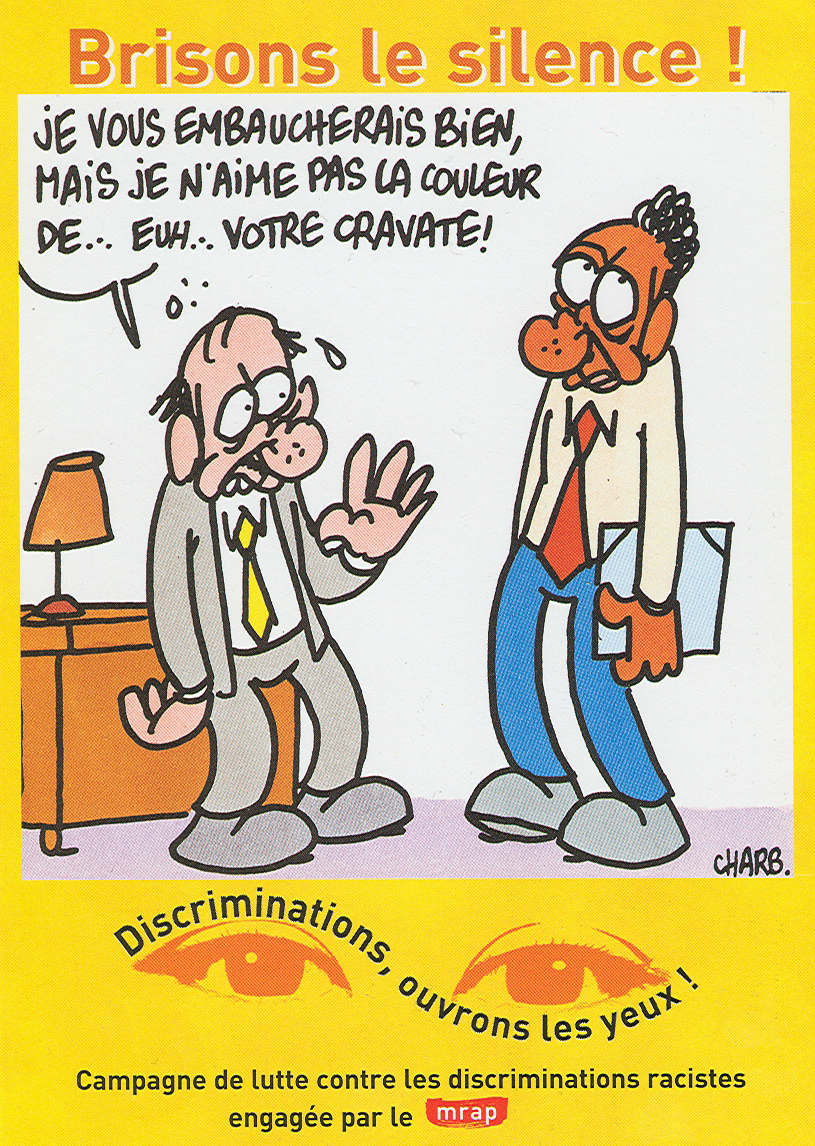
夏伯在2000年MRAP的反種族歧視運動海報（翻譯：「我會雇用你，但我不喜歡你的顏色...我指領帶！」）

- 《我超級包容（Je suis très tolérant）》，MC Productions與夏伯出版，1996
- 《莫里斯與帕達彭（法语：Maurice et Patapon）》，第一卷（2005）、第二卷（2006）、第三卷（2007）、第四卷（2009），《Hoebeke雜誌（法语：Hoebeke）》出版
- 《注意這個地方（Attention ça tache）》，《卡斯特曼雜誌（法语：Casterman）》，2004（序言由菲利普·葛洛克（法语：Philippe Geluck）編寫）
- 《夏伯不喜歡別人：政治編年史，1996-2002（Charb n'aime pas les gens : chroniques politiques，1996–2002）》，《Agone雜誌（法语：Agone）》，2002
- 《被謀殺的莫扎特（Mozart qu'on assassine）》，阿爾賓·米歇爾（Albin Michel），2006，凱瑟琳·穆里絲（法语：Catherine Meurisse），洛朗·蘇利素（法语：Riss），雲路特·路齊亞（英语：Luz (auteur)），泰哥尼斯（英语：Tignous） 和朱利安·本齊特（法语：Jul (auteur)）與夏伯出版（共同主編）
- 《我不喜歡煙民（J'aime pas les fumeurs）》，《Hoebeke雜誌》，2007
- 《我不喜歡退休（J'aime pas la retraite）》，帕特里克·貝魯茲（法语：Patrick Pelloux）與夏伯出版，2008
- 《這就是怪社會（C'est la Faute à la société）》，《12 bis雜誌（法语：12 bis）》，2008
- 《迪高·薩科（Dico Sarko）》，《12 bis雜誌》的版本，2008
- 《薩科的紅寶書（Le Petit Livre rouge de Sarko）》，《12 bis雜誌》，2009
- 《正在打噴嚏的椰菜花與全世界的性暗喻（Eternuer dans le chou-fleur et autres métaphores sexuelles à travers le monde）》，正文由《摸索雜誌（法语：Les Échappés）》的安東尼奧·腓瑟提（法语：Antonio Fischetti）編寫，2009
- 《僱用馬克思的方式（Marx, mode d'emploi）》，《摸索雜誌》，2009，丹尼爾·本薩義德（英语：Daniel Bensaïd）與夏伯出版
- 《查理週刊的筆記本的假日（Le Cahier de vacances de Charlie Hebdo）》，《摸索雜誌》，2009，凱瑟琳·穆里絲，洛朗·蘇利素（法语：Riss），雲路特·路齊亞（英语：Luz (auteur)）與夏伯出版
- 《夏伯的教令（Les Fatwas de Charb）》，《摸索雜誌》，2009
- 《我們還沒累！給孩子們的莫里斯與帕達彭（C'est pas là qu'on fait caca! Maurice et Patapon for children）》，《摸索雜誌》, 2010
- 《這一天的談話與2011年的計劃（Les dictons du jour, agenda 2011）》，《摸索雜誌》，2010
- 《薩科的生存工具包（Sarko, le kit de survie）》，《12 bis雜誌》，2010
- 《馬塞爾·古夫的警察（Marcel Keuf, le flic）》，《摸索雜誌》，2011
- 《房間內的教師（La salle des profs》），《12 bis雜誌》，2012

夏伯也為諾曼·百亞吉翁（法語：Normand Baillargeon）著作《知識分子自我防衛短講（Petit cours d'autodéfense intellectuelle）》與吉姆·史丹福的著作《經濟學自我防衛短講（Petit cours d'autodéfense en économie）》繪製文章中的漫畫（均為雲路特·路齊亞出版）。